# Mienie zabużańskie

Zmiana granic po II wojnie światowej

Mienie zabużańskie – nazwa określająca mienie pozostawione przez Polaków przymusowo wysiedlonych w latach 1944–1952 z terenów należących przed II wojną światową do Polski. Wysiedlenie dokonane zostało na mocy tzw. układów republikańskich z 1944 r., które równocześnie przewidywały zwrot wartości mienia pozostawionego „za Bugiem” przez rząd polski.
Odszkodowania dla „Zabużan” w większości zostały zrealizowane w pierwszych latach powojennych – koniec lat 40. oraz w latach 50., a przyjmowały formę zaliczenia wartości mienia zabużańskiego na poczet ceny zakupu nowej nieruchomości od Skarbu Państwa lub ceny opłaty za tzw. prawo użytkowania wieczystego. Z uwagi jednak na niewystarczające zasoby nieruchomości, jakie państwo polskie przeznaczyło na ten cel oraz skomplikowany system realizacji uprawnień odszkodowawczych (udział w przetargach), nie wszystkie odszkodowania zostały do tej pory zrealizowane. Ocenia się, że w 2005 r. jeszcze około 80 tys. osób (wysiedleńców lub ich spadkobierców) nie otrzymało odszkodowania.
Próbując ostatecznie rozwiązać problem odszkodowań za mienie zabużańskie, 8 lipca 2005 roku uchwalono ustawę o realizacji prawa do rekompensaty z tytułu pozostawienia nieruchomości poza obecnymi granicami Rzeczypospolitej Polskiej (Dz.U.05.169.1418), na mocy której odszkodowania ograniczono do 20% ich pierwotnej wartości, natomiast nie ustalono ich górnego kwotowego limitu (poprzednia ustawa z 2003 r. przewidywała zwrot do 15% wartości i nie więcej niż 50 tys. złotych – ten przepis został uznany przez Trybunał Konstytucyjny za sprzeczny z Konstytucją RP). Jednocześnie przewidziano 31 grudnia 2008 r. jako ostateczny termin zgłaszania roszczeń o odszkodowanie.
Obecnie zabużanie mogą otrzymać nie tylko prawo do zaliczenia wartości pozostawionej nieruchomość na poczet ceny nieruchomości nabywanej od Skarbu Państwa, ale również otrzymać świadczenie w gotówce.